# Дирдашур
Дирдашу́р (рос. Дырдашур) — присілок у складі Шарканського району Удмуртії, Росія.

## Населення
Населення — 67 осіб (2010; 100 у 2002).
Національний склад станом на 2002:
- удмурти — 86 %

## Урбаноніми[3]
- вулиці — Ключова